# Клязьминская улица
Кля́зьминская улица (название утверждено 23 января 1964 года) — улица в Северном административном округе города Москвы на территории Дмитровского района.

## Расположение

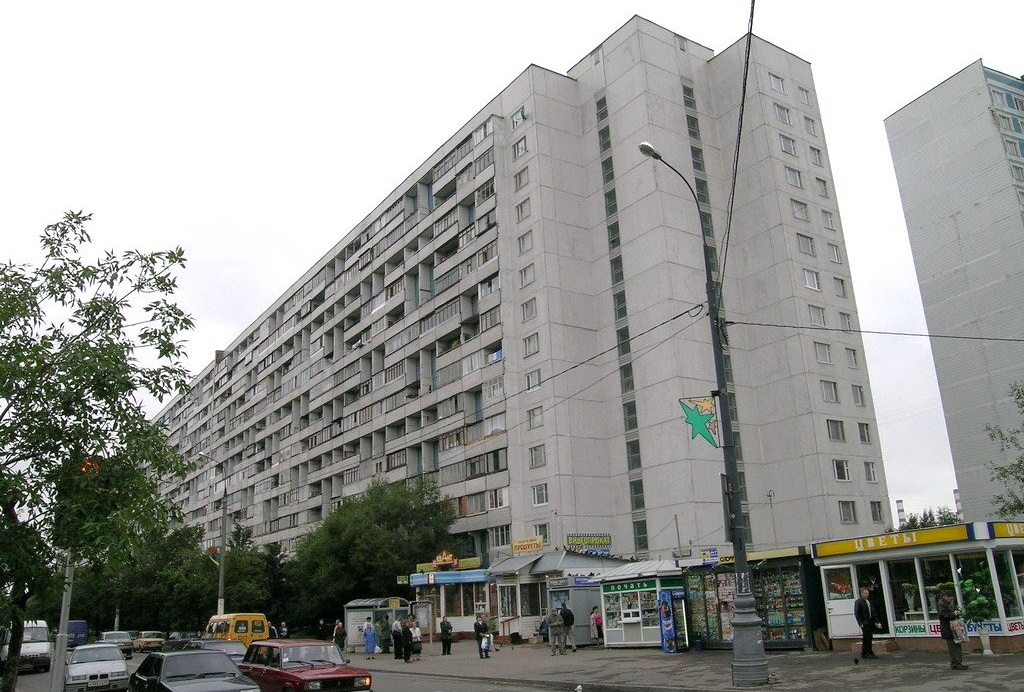
Клязьминская улица в 2006 году

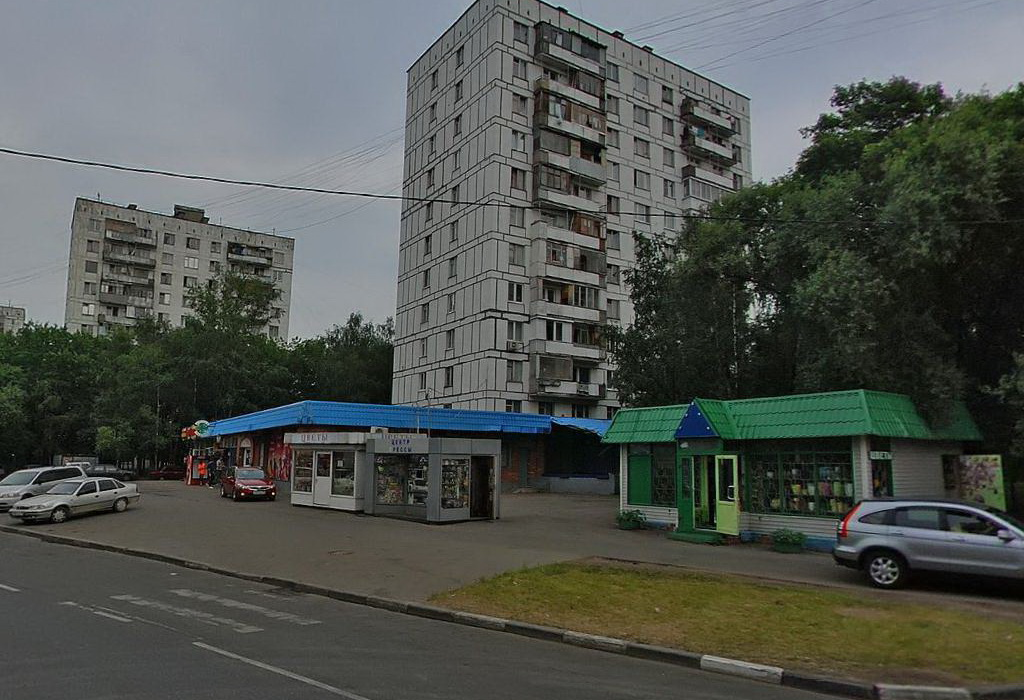
Клязьминская улица

Расположена между Коровинским шоссе и Вагоноремонтной улицей.

## Происхождение названия
Названа в 1964 году по реке Клязьма в связи с расположением на севере Москвы. Клязьма течёт в основном к востоку от Москвы, но исток имеет к северу от города.

## Описание
Клязьминская улица начинается от Коровинского шоссе напротив Базовской улицы, проходит на северо-восток, справа к ней примыкает Ангарская улица, потом пересекает Лобненскую улицу, справа к ней примыкает Карельский бульвар, за которым сразу поворачивает на север, там соединяется небольшим проездом с Ижорской улицей, потом поворачивает на восток и сливается с Вагоноремонтной улицей, продолжаясь до Дмитровского шоссе уже как Вагоноремонтная улица.

## Учреждения и организации
Нечётная сторона:
- №1 к. 1 — Гаражный комплекс «Дмитровский».
- №3 — Учебный центр ГУВД Москвы.
- №5 — Автосалон «Север Авто».
- №7 к. 4 — Школа № 683.
- №7а — Детский сад № 1487 (компенсирующего вида, для детей с нарушением речи).
- №9 стр. 3 — Сбербанк России Дополнительный офис № 9038/01468, Социальная аптека, универсам «Пятёрочка», магазин «Fix Price».
- №9 к. 5 — Детский сад № 1664.
- №11 к. 3 — Управа района «Дмитровский» (САО).
- №11 к. 4 — Стоматология «Сильвия», Студия Красоты «ТВ-Стиль», Аптека, Магазин разливного пива, Автосервис «Импулсь-МК».
- №15 — ВНИПР «Переплетная мастерская», кафе «Мир шашлыков», универсам «Пятёрочка», Магазин «Сад-Огород», Магазин «Зоотовары», Салон красоты «Нина», Ветеринарная клиника «Нико».
- №19 — Почта России — отделение И-644, почтовый индекс 127644.
- №19а — Детский сад № 656.
- №21 к. 2 — ГБУК г. Москвы  «Московский государственный музей С.А. Есенина» (Отдел музея).
- №21а — Детский сад № 1485.

Чётная сторона:
- №2/26 — универсам «Пятёрочка», магазин «Рыболов-Спортсмен», магазин «Fix Price».
- №4 — Магазин «Виррона», круглосуточная аптека «Лекарь-1».
- №6 к. 1 — Благотворительный Фонд «Мальтийская Служба Помощи Аугсбург и Берлин» Архивная копия от 3 августа 2014 на Wayback Machine.
- №8а — Школа № 236.
- №10а — Детский сад № 929.
- №10б — Детский сад № 281 (компенсирующего вида, с ясельной группой, с туберкулезной интоксикацией).
- №10в — Детский сад № 2664 (компенсирующего вида, для детей с нарушением опорно-двигательного аппарата).
- №32 —  Универсам «Дикси».
- №32 к. 2 — Парикмахерская.
- №36 — Театр кукол «Аркадия».
- №38 — Подстанция № 43 Скорой медицинской помощи САО г. Москвы.

## Транспорт

### Автобусы
- № м40 — Лобненская улица —  Китай-город
- № 149 — Коровино —  Дегунино
- № 194 — Коровино —  Петровско-Разумовская
- № 270 — Лобненская улица —  Речной вокзал
- № 206 — Лобненская улица —  Селигерская
- № 571 — Платформа Грачёвская — Микрорайон 4 Д Отрадного
- № 672 — Коровино —  Селигерская
- № м44 — Лобненская улица — Платформа Лось